# Schistophleps obducta
Schistophleps obducta är en fjärilsart som beskrevs av Lucas 1893. Schistophleps obducta ingår i släktet Schistophleps och familjen björnspinnare. Inga underarter finns listade.